# NGC 7018
NGC 7018 é uma galáxia elíptica (E) localizada na direcção da constelação de Capricornus. Possui uma declinação de -25° 25' 45" e uma ascensão recta de 21 horas, 07 minutos e 25,4 segundos.
A galáxia NGC 7018 foi descoberta em 1886 por Frank Leavenworth.